# Cosmosoma achemon
Cosmosoma achemon là một loài bướm đêm thuộc phân họ Arctiinae, họ Erebidae.